# Стенли Кларк
Стенли Кларк (енгл. Stanley Clarke; Филаделфија, 30. јун 1951) је амерички џез контрабасиста и композитор. Свирао је са Чик Коријом.